# Kateryna Kalchenko
Kateryna Kalchenko est une joueuse de volley-ball ukrainienne née le 1er janvier 1992 à Louhansk. Elle mesure 1,86 m et joue au poste de centrale. 

## Clubs
| Club                    | De        | À         |
| ----------------------- | --------- | --------- |
| Iskra Louhansk          | 2006-2007 | 2009-2010 |
| Khimik Youjne           | 2010-2011 | 2015-2016 |
| Karayolları Spor Kulübü | 2016-2017 | 2016-2017 |
| HPK Naiset              | 2018-2019 | …         |

## Palmarès
- Championnat d'Ukraine
  - Vainqueur : 2011, 2012, 2013, 2014, 2015, 2016.
- Coupe d'Ukraine
  - Vainqueur : 2014, 2015, 2016.
  - Finaliste : 2011, 2012.
- Championnat de Finlande
  - Finaliste : 2019.
- Coupe de Finlande
  - Finaliste : 2018.